# قائمة الديناصورات الإفريقية
هذه قائمة من الديناصورات الذين تم انتشال رفاتهم من أفريقيا، أفريقيا لديها سجل أحفوري ثري، لكنه غير مكتمل، إنها غنية بأحافير الديناصورات من العصر الترياسي وأوائل العصر الجوراسي، تشمل الديناصورات الأفريقية من هذه الفترات الزمنية تجويف, دراكوفيناتور, الميلانوروسورس, Massospondylus, يوسكيلوصور, هيترودونتوصور, أبريكتوسورسو و ليسوثوسورس. في العصر الجوراسي الأوسط، الصربوديات أطلسور, Chebsaurus, جوباريةو و سبينوفوروسورس، وكذلك ثيروبود أفروفينيتور، كلها ازدهرت في أواخر العصر الجوراسي في إفريقيا، ويرجع الفضل في ذلك بشكل أساسي إلى المظهر المذهل لـ Tendaguru.
من بين الديناصورات التي تم انتشال رفاتها من Tendaguru فيتروبريستسوروس, Ostafrikasaurus, Elaphrosaurus, زرافة, ديكريوصور, جنينشيا, تورنيريا, تنداغوريا, كنتروسورو و ديسالوتوصوروس.
يبدو أن هذه الحيوانات تظهر أوجه تشابه قوية مع تلك الموجودة في تشكيل موريسون في الولايات المتحدة وتشكيل Lourinha في البرتغال. على سبيل المثال، تم العثور على ثيروبودات مماثلة، وأورنيثوبودس، والصربوديات في كل من Tendaguru و Morrison. هذا مهم في جغرافيا الاثار الحيوية
أوائل العصر الطباشيري في أفريقيا معروفة في المقام الأول من الجزء الشمالي من القارة، على وجه الخصوص النيجر. سشوميموس, Elrhazosaurus, Rebbachisaurus, نيجيرسوروس, كريبتوبس, نقويباسوروسو و بارانثودون هي بعض من أوائل الديناصورات الطباشيرية المعروفة في أفريقيا. كان العصر الطباشيري المبكر وقتًا مهمًا لديناصورات إفريقيا لأنه كان عندما انفصلت إفريقيا أخيرًا عنها جنوب أمريكا، تشكل جنوب المحيط الأطلسي. كان هذا حدثًا مهمًا لأن الديناصورات في إفريقيا بدأت الآن في التطور التوطن بسبب العزلة، يُعرف أواخر العصر الطباشيري في إفريقيا بشكل أساسي من شمال إفريقيا. خلال الجزء الأول من أواخر العصر الطباشيري، كانت شمال إفريقيا موطنًا لحيوانات الديناصورات الغنية. ويشمل سبينوصور, Carcharodontosaurus, روجوبس, Bahariasaurus, دلتادروموس, Paralititan, Aegyptosaurusو و Ouranosaurus.

## الجدول الزمني
Aardonyx	جوراسي	عاشب	جنوب أفريقيا	شكل انتقالي بين الصوروبودومورف البدائية والمتقدمة.
أبريكتوسورس	جوراسي	عاشب	جنوب أفريقيا	غير متجانسة.
Adratiklit	جوراسي	عاشب	المغرب	أول ستيجوصور من شمال إفريقيا.
Aegyptosaurus	طباشيري	عاشب	مصر، النيجر	فقدت بقايا هذا الصربود في الحرب العالمية الثانية.
ايتونيكس	جوراسي	عاشب	جنوب أفريقيا، ليسوتو، زيمبابوي	ربما مرادف ل Massospondylus
أفروفينيتور	جوراسي	لاحم	النيجر	يعتقد أنه من العصر الطباشيري.
‘’أجنابية’’	طباشيري	عاشب	المغرب	اسمها يعني شخص غريب أو أجنبي لأنه حتى تم العثور عليه، لم يكن اللامبيوصورين موطنًا لأفريقيا.
الجواصور	العصر الجوراسي / الطباشيري	عاشب	جنوب أفريقيا	صوروبود مشكوك فيها.
اللوصور	جوراسي	لاحم	تنزانيا والولايات المتحدة والبرتغال	الأنواع الأفريقية هي Allosaurus Tendagurensis.
الأنجولي	طباشيري	عاشب	أنغولا	أول ديناصور غير طيري من أنغولا.
Antetonitrus	العصر الترياسي أو الجوراسي	عاشب	جنوب أفريقيا	واحدة من أقدم الصربوديات الحقيقية.
أركوصوروس	جوراسي	عاشب	جنوب أفريقيا	سميت على اسم حقيقة أن جنوب إفريقيا كانت «أمة قوس قزح».
أطلسور	جوراسي	عاشب	المغرب	كان لها سيقان طويلة لصوروبود.
أسترالودوكس	جوراسي	عاشب	تنزانيا	ربما يعادل ديبلودوكس من أمريكا الشمالية.
Bahariasaurus	طباشيري	لاحم	مصر، النيجر، المغرب، الجزائر	ثيروبود غير معروف.
Berberosaurus	جوراسي	لاحم	المغرب	سيراتوصور بدائي.
Blikanasaurus	الترياسي	عاشب	جنوب أفريقيا	معروف من القدم فقط.
Carcharodontosaurus	طباشيري	لاحم	الجزائر، مصر، المغرب، النيجر	واحدة من أكبر الحيوانات آكلة اللحوم البرية.
Chebsaurus	جوراسي	عاشب	الجزائر	أحد الديناصورات القليلة المعروفة من الجزائر.
Chenanisaurus	طباشيري	لاحم	المغرب	أبليسور متأخر.
تجويف	جوراسي	لاحم	الولايات المتحدة الأمريكية وجنوب إفريقيا وزيمبابوي	البقايا الأفريقية المصنفة ذات يوم على أنها "Syntarsus" أو "Megapnosaurus".
كريستاتوصوروس	طباشيري	لاحم	النيجر	ربما نفس سشوميموس.
دلتادروموس	طباشيري	لاحم	المغرب، الجزائر، مصر	ثيروبود غير معروف.
ديكريوصور	جوراسي	عاشب	تنزانيا	قصير العنق للغاية لصوروبود.
دراكوفيناتور	جوراسي	لاحم	جنوب أفريقيا	أحد أقارب ديلوفوسورس.
ديسالوتوصوروس	جوراسي	عاشب	تنزانيا	لا تزال مصنفة مرة واحدة على أنها دريوصورس.
Elaphrosaurus	جوراسي	لاحم	تنزانيا	أحد أقارب خفيف الوزن سيراتوصور.
Elrhazosaurus	طباشيري	عاشب	النيجر	واحدة من عدد قليل من dryosaurids للبقاء على قيد الحياة في العصر الطباشيري.
Eocarcharia	طباشيري	لاحم	النيجر	معروف فقط من قطعتين من الجمجمة.
إيوكورسور	العصر الترياسي أو الجوراسي	عاشب	جنوب أفريقيا	أحد أقدم علماء الطيور.
أوكنيمصور	الترياسي	عاشب	جنوب أفريقيا	قريب أفريقي من أمريكا الجنوبية Riojasaurus.
يوسكيلوصور	الترياسي	عاشب	جنوب أفريقيا، زمبابوي، ليسوتو	ربما تقوس الساقين.
فابروصور	جوراسي	عاشب	ليسوتو	ربما نفس ليسوثوسورس.
جيرانوسورس	جوراسي	عاشب	جنوب أفريقيا	أورنيثيشيان غير معروف.
زرافة	جوراسي	عاشب	تنزانيا	تم تصنيفها مرة واحدة على أنها "Brachiosaurus brancai".
جبوصور	جوراسي	عاشب	جنوب افريقيا والصين	قد يكون هو نفسه سوروبودومورف قاعدي آخر.
Heterodontosaurus	جوراسي	آكل النبات والحيوان	جنوب أفريقيا	كان لديه ثلاثة أنواع من الأسنان في فمه.
اجنافوسورس	جوراسي	عاشب	ليسوتو	الاسم يعني سحلية جبانة.
إينوصور	طباشيري	لاحم	مصر	ثيروبود غامض.
جنينشيا	جوراسي	عاشب	تنزانيا	سميت على اسم عالم الحفريات فيرنر جانش.
جوبارية	جوراسي	عاشب	النيجر	مثل أفروفينيتور، كان يُعتقد أنه من العصر الطباشيري.
كانجناسور	طباشيري	عاشب	جنوب أفريقيا	دريوصور غامض.
Karongasaurus	طباشيري	عاشب	ملاوي	معروف فقط من الفك السفلي مع بعض الأسنان.
كنتروسور	جوراسي	عاشب	تنزانيا	أحد أقارب أفريقيا ستيجوسورس.
كريبتوبس	طباشيري	لاحم	النيجر	اقترح البعض أنه خيميرا.
ليسوثوسورس	جوراسي	عاشب	ليسوتو	قد يكون ثيروفوران.
Lihkoelesauus	الترياسي	(غير معروف)	جنوب أفريقيا	ربما ليس ديناصور (متنازع عليه)
لوردوصور	طباشيري	عاشب	النيجر	ربما يكون شبه مائي، مثل فرس النهر العاشبة.
ليكورينوس	جوراسي	آكل النبات والحيوان	جنوب أفريقيا	كان يعتقد في الأصل أنه ثيرابسيد غير ثديي.
ملاويصور	طباشيري	عاشب	ملاوي	لديه مادة جمجمة جيدة.
Massospondylus	جوراسي	عاشب	جنوب أفريقيا، ليسوتو، زيمبابوي	معروف من بقايا متعددة.
الميلانوروسورس	الترياسي	عاشب	جنوب أفريقيا	واحدة من أكبر غير الصربوديات.
نجويفو	جوراسي	عاشب	جنوب أفريقيا	كان يعتقد في الأصل أن صورة سوروبودومورف القاعدية هي أ Massospondylus.
نيجيرسوروس	طباشيري	عاشب	النيجر	كان له رأس غير عادي.
نقويباسوروس	طباشيري	آكل النبات والحيوان	جنوب أفريقيا	ربما يكون أحد أقدم الأورنيثوميموصورات.
نياساورس	الترياسي	لاحم	تنزانيا	قد يكون أقدم ديناصور معروف أو ديناصور غير ديناصور. (متنازع عليها)
Ostafrikasaurus	جوراسي	لاحم	تنزانيا	ربما أقدم سبينوصور.
Ouranosaurus	طباشيري	عاشب	النيجر	كان لديه أشواك طويلة على ظهره ربما تكون قد دعمت سنامًا أو شراعًا.
Paralititan	طباشيري	عاشب	مصر	أحد أكبر الديناصورات في إفريقيا.
بارانثودون	طباشيري	عاشب	جنوب أفريقيا	واحدة من عدد قليل من ستيجوصورات العصر الطباشيري.
بيجوماستاكس	جوراسي	آكل النبات والحيوان	جنوب أفريقيا	ربما كان لديه أشواك على ظهره.
بليتوصورافوس	الترياسي	عاشب	جنوب أفريقيا	قد يكون هو نفسه يوسكيلوصور.
Rebbachisaurus	طباشيري	عاشب	المغرب، النيجر، تونس، إسبانيا	سوروبود كبير ذو ظهر شراع.
روجوبس	طباشيري	لاحم	النيجر	قد تكون الثقوب الموجودة على جمجمته قد دعمت بنية العرض.
روكواتيتان	طباشيري	عاشب	تنزانيا	كان أقرب أقربائها من أمريكا الجنوبية.
عيد الإله ساتورن	الترياسي	عاشب	البرازيل وزيمبابوي	صوربودومورف قاعدية.
سورونيوبس	طباشيري	لاحم	المغرب	سميت على اسم عين سورون من ملك الخواتم الامتياز التجاري.
سيجيلماصوروس	طباشيري	لاحم	المغرب	قد يكون هو نفسه سبينوصور.
سبينوصور	طباشيري	لاحم	مصر والمغرب	ربما يكون أكبر ديناصور لاحم.
سبينوفوروسورس	جوراسي	عاشب	النيجر	ربما كان لديه ثاغومايزر مثل ستيجوصورات.
سبينوستروفوس	جوراسي	لاحم	النيجر	معاصر لـ أفروفينيتور وجوبارية.
سشوميموس	طباشيري	لاحم	النيجر	آكل سمك يشبه التمساح.
تطاوينية	طباشيري	عاشب	تونس	سميت على اسم منطقة تونس التي وجدت فيها.
Tazoudasaurus	جوراسي	عاشب	المغرب	واحدة من أقدم الصربوديات الحقيقية.
تنداغوريا	جوراسي	عاشب	تنزانيا	سوروبود غير معروف.
ثوتوبولوصورس	الترياسي	عاشب	ليسوتو	أ nomen nudum حتى عام 2020.
تورنيريا	جوراسي	عاشب	تنزانيا	لا تزال محددة في الأصل على أنها باروصورس.
فيتروبريستسوروس	جوراسي	لاحم	تنزانيا	ربما يكون أقدم carcharodontosaur.
فولكانودون	جوراسي	عاشب	زمبابوي	يعتقد ذات مرة أن يكون لاحم.
وامويركاوديا	جوراسي	عاشب	تنزانيا	تم تحديده في الأصل باسم جيغانتوسوروس.